# Palazzo Chiesa
Palazzo Chiesa è un edificio storico di Milano situato in corso Venezia al civico 36.

## Storia e descrizione
Il palazzo fu costruito a partire dal 1899 sul luogo dove un tempo vi erano i giardini di un convento di frati Cappuccini soppresso dal governo austriaco e fu realizzato in uno stile eclettico ispirata all'architettura rinascimentale genovese. Il portale d'ingresso, leggermente spostato sulla sinistra del fronte, presenta un monumentale pronao di ordine dorico che regge il balcone principale del piano nobile. La decorazione, molto ricca prevede un ampio uso di erme e mascheroni, con finestre decorate con timpani curvilinei e triangolari, talvolta spezzati con inseriti dei mascheroni. Nella decorazione è inoltre fatto ampio uso di lesene. Notevole è lo scalone d'onore all'interno realizzato in stile neobarocco in marmo rosso di Verona.